# Andreas Svanebo
Andreas Svanebo (8 de mayo de 1983) es un deportista sueco que compitió en triatlón. Ganó cuatro medallas en el Campeonato Mundial de Triatlón de Invierno entre los años 2008 y 2012, y seis medallas en el Campeonato Europeo de Triatlón de Invierno entre los años 2007 y 2012.

## Palmarés internacional
| Campeonato Mundial | Campeonato Mundial          | Campeonato Mundial | Campeonato Mundial |
| Año                | Lugar                       | Medalla            | Prueba             |
| ------------------ | --------------------------- | ------------------ | ------------------ |
| 2008               | Freudenstadt (Alemania)     | Medalla de bronce  | Individual         |
| 2010               | Eidsvoll (Noruega)          | Medalla de oro     | Individual         |
| 2011               | Jämijärvi (Finlandia)       | Medalla de bronce  | Individual         |
| 2012               | Jämijärvi (Finlandia)       | Medalla de bronce  | Individual         |
| Campeonato Europeo |                             |                    |                    |
| Año                | Lugar                       | Medalla            | Prueba             |
| 2007               | Triesenberg (Liechtenstein) | Medalla de oro     | Individual         |
| 2008               | Gaishorn am See (Austria)   | Medalla de oro     | Individual         |
| 2009               | Látky (Eslovaquia)          | Medalla de plata   | Individual         |
| 2010               | Lygna (Noruega)             | Medalla de oro     | Individual         |
| 2011               | Östersund (Suecia)          | Medalla de plata   | Individual         |
| 2012               | Carcoforo (Italia)          | Medalla de oro     | Individual         |